# Saint-Bonnet-de-Cray
Saint-Bonnet-de-Cray är en kommun i departementet Saône-et-Loire i regionen Bourgogne-Franche-Comté i östra Frankrike. Kommunen ligger i kantonen Semur-en-Brionnais som tillhör arrondissementet Charolles. År 2022 hade Saint-Bonnet-de-Cray 508 invånare.

## Befolkningsutveckling
Antalet invånare i kommunen Saint-Bonnet-de-Cray
| Referens: INSEE |